# Babarycha
Babarycha (biał. Бабарыха; ros. Бабариха, Babaricha) – chutor na Białorusi, w obwodzie grodzieńskim, w rejonie ostrowieckim, w sielsowiecie Michaliszki.

## Historia
Chutor powstał w czasach sowieckich, w miejscu uroczyska Bobyrycha. Od 1991 w niepodległej Białorusi.